# Loxo
Loxo is een krasspel, georganiseerd door de Nationale Loterij van België. Het spel werd gelanceerd in het begin van 2001, en vernieuwd op 17 maart 2003.

## Spelformule
Op een Loxo-formulier staan negen krasvelden in 3 rijen van 3. Naast elke rij, kolom en diagonaal is een bedrag vermeld. Elk krasveld verbergt een symbool. Als je in een rij, een kolom of een diagonaal driemaal hetzelfde symbool krast, win je het bedrag dat naast die rij, kolom of diagonaal staat.
Oorspronkelijk kostte een krasbiljet 50 Belgische frank. In 2002 werd dit 1 euro.

## Winstverdeling
Oorspronkelijk waren er per miljoen biljetten, 206.446 winnende (1 op 4,84), voor een totale winst van 29.900.000 frank (59,8 % van de inzet):
- 2 van 1 miljoen frank;
- 4 van 40.000 frank;
- 40 van 40.000 frank;
- 400 van 4.000 frank;
- 4.000 van 400 frank;
- 8.000 van 200 frank;
- 10.000 van 150 frank;
- 184.000 van 100 frank.

Bij de wijziging in 2003 werd dit veranderd en werd de winstkans vergroot tot 324.333 winnende biljetten per miljoen (1 op 3,08):
- 1 van 25.000 euro;
- 2 van 10.000 €;
- 30 van 1.000 €;
- 300 van 100 €;
- 3.000 van 10 €;
- 6.000 van 5 €;
- 100.000 van 2 €;
- 215.000 van 1 €.

1 miljoen biljetten waren nu goed voor 580.000 euro winst (58 % van de inzet).

## Omzet
In 2006 was Loxo goed voor een omzet van 236.523 euro, en daarmee een van de minst opbrengende krasspelen van de Nationale Loterij. Enkel Lucky Six en Rad van Fortuin hadden een nog lagere omzet.